# Khasia (kevers)
Khasia is een geslacht van kevers uit de familie bladkevers (Chrysomelidae).
De wetenschappelijke naam van het geslacht werd in 1899 gepubliceerd door Martin Jacoby.

## Soorten
- Khasia itorum Kimoto, 1984
- Khasia kraatzi Jacoby, 1899
- Khasia nigra Bryant, 1925
- Khasia nitida Bryant, 1957
- Khasia paradoxa (Laboissiere, 1932)
- Khasia rugosa Bryant, 1957